# Daniele Gatti
Pour les articles homonymes, voir Gatti.
 (juillet 2017).
Daniele Gatti (né le 6 novembre 1961 à Milan) est un chef d'orchestre italien.

## Biographie
Daniele Gatti a occupé les postes de directeur musical du Royal Philharmonic Orchestra (1996 à 2009), directeur musical de l’Accademia Nazionale di Santa Cecilia de Rome (1992 à 1997), principal chef invité du Royal Opera House de Londres (1994 à 1997) et directeur musical du Teatro comunale de Bologne (1997 à 2007).
De septembre 2008 à juillet 2016, Daniele Gatti est  directeur musical de l’ Orchestre national de France. Il assume également la fonction de « Chefdirigent » à l’opéra de Zurich, depuis septembre 2009.
Il entretient une relation avec l’Orchestre philharmonique de Vienne et le Royal Concertgebouw Orchestra d’Amsterdam qu’il dirige aussi bien au cours de leurs saisons qu’en tournée. Il est nommé à la tête de ce dernier orchestre, succédant à Mariss Jansons, en septembre 2016.
Le 2 août 2018, à la suite d’accusations de « comportement inapproprié » à leur égard, de la part des soprani Alicia Berneche et Jeanne-Michèle Charbonnet dans un article publié par le Washington Post le 26 juillet 2018, le Concertgebouw met fin à son contrat avec effet immédiat,.
Le 4 décembre 2018, le surintendant du Teatro dell'Opera de Rome, Carlo Fuortes, le nomme directeur musical du théâtre pour trois ans 2019/2021.
Le 24 mai 2019,  Daniele Gatti est nommé en plus directeur musical de l'orchestre Mozart (fondé par Claudio Abbado) pour trois ans.
À compter de septembre 2024, Daniele Gatti devient directeur musical de la Staatskapelle de Dresde,.
En 2025, il est nommé directeur musical du Maggio Musicale Fiorentino à partir de 2026, pour une durée de trois ans, jusqu'en juin 2029.

## Directions
À l’opéra, Daniele Gatti a dirigé de nombreuses nouvelles productions : à Vienne (Simon Boccanegra, Moses und Aron, Otello, Boris Godounov) ; au Bayerische Staatsoper de Munich (Aida, Fidelio) ; à La Scala il a dirigé récemment Lohengrin, Wozzeck, Don Carlo (inauguration de la saison 2008/2009), Lulu.
Après quatre étés à Bayreuth avec Parsifal, il dirige, durant l’été 2012, La Bohème, au festival de Salzbourg, et un concert symphonique avec l’orchestre des jeunes Gustav-Mahler.
Au cours de la prochaine[réf. nécessaire] saison, Daniele Gatti donnera avec l’Orchestre philharmonique de Vienne un cycle Brahms (le Requiem allemand et les quatre symphonies). Ces concerts sont organisés dans le cadre du bicentenaire de la Fondation du Gesellschaft der Musikfreund dont Brahms a été directeur musical. Il dirigera quatre nouvelles productions lyriques : Meistersinger, Otello et Mathis der Maler à Zurich, Falstaff à Covent Garden.
Avec l’Orchestre national de France se conclura le cycle de concerts consacré à l’intégrale des œuvres de Mahler. En mars 2012, ils présentent ensemble, en version concert, Parsifal au théâtre des Champs-Élysées.

## Discographie
Daniele Gatti enregistre en exclusivité pour Sony Classical. 
- Elektra, festival de Salzbourg 2010 (DVD)
- La Bohème, festival de Salzbourg 2012 (BluRay)